# Zjawiska świetlne podczas trzęsienia ziemi
Światła trzęsienia ziemi (ang. earthquake lights, w skrócie EQL) – nietypowe zjawiska świetlne obserwowane na niebie w rejonach występowania stresu tektonicznego, aktywności sejsmicznej lub wulkanicznej oraz w ich pobliżu. Zjawisko zyskało uznanie specjalistów, dopiero gdy zostało sfotografowane w latach 1965–1967 w okresie trzęsień ziemi Matsushiro. Aktualnie nie istnieje satysfakcjonujące wytłumaczenie zjawiska EQL. Rozważane jest kilka hipotez: zjawisko piezoelektryczności, efekty spowodowane ogrzewaniem przez tarcie, emisja eksoelektronowa oraz tryboluminescencja.

## Cechy fizyczne
Nietypowe zjawiska świetlne najczęściej były obserwowane podczas trzęsień ziemi, ale odnotowano przypadki obserwacji świateł występujących także przed oraz po trzęsieniu, jak np. obserwacje podczas trzęsienia w regionie Kalapana na Hawajach w 1975 r. Odnotowane liczne obserwacje świateł o możliwym pochodzeniu geologicznym cechują się różnicami kształtu, formy i koloru. Według niektórych obserwacji światła przypominają zorzę polarną o niebieskawym odcieniu lub czasem szerszym spektrum kolorów i trwają od kilku sekund do nawet kilkudziesięciu minut. Ich zasięg również jest zmienny – w przypadku trzęsienia w Idu zjawiska świetlne zaobserwowano 110 km od jego epicentrum. Obserwowano także efekty świetlne występujące w formie wiązek i kolumn światła, żółtych kul świetlnych, czerwonawej poświaty na chmurach, migoczącego światła przypominającego światło ognia oraz nietypową poświatę nad oceanem. Niezwykłe zjawiska świetlne zaobserwowano w Tianshui w prowincji Gansu, około 400 km na północny wschód od epicentrum trzęsienia ziemi w Syczuanie w 2008. Także podczas trzęsienia ziemi w Peru w 2007 wiele osób zaobserwowało i sfilmowało zjawiska świetlne pojawiające się na niebie oraz nad morzem. Podobne efekty świetlne zostały zaobserwowane i nagrane podczas trzęsień w L’Aquila w 2009 r. oraz w Chile w 2010 r. Zjawisko było kilkukrotnie obserwowane w Nowej Zelandii: w dniu trzęsienia ziemi w Amuri w 1988 r. oraz tydzień później zaobserwowano światła w Reefton, a także w Wellington podczas trzęsienia w 2016 r., gdzie miały formę niebieskiego światła przypominającego wyładowania atmosferyczne. Kolejny przypadek nagrania wideo zjawisk świetlnych podczas trzęsienia ziemi dotyczy roku 2014 w hrabstwie Sonoma w Kalifornii, USA. Pojawianie się zjawisk świetlnych prawdopodobnie ma związek z trzęsieniami ziemi o dużej energii, zwykle o sile 5 lub większej w stopniach skali Richtera.

## Hipotezy i modele
Badania mające na celu wyjaśnienie zjawisk świetlnych towarzyszących trzęsieniom ziemi są obecnie w toku i zaproponowano kilka potencjalnych mechanizmów ich powstawania. Jeden z najnowszych modeli sugeruje, że powstawanie zjawisk świetlnych jest spowodowane jonizacją tlenu do anionów tlenu w wyniku zerwania wiązań nadtlenowych w niektórych rodzajach skał, następującym pod wpływem dużego ciśnienia przed oraz podczas trzęsienia ziemi. Następnie jony przedostają się przez szczeliny w skałach na powierzchnię ziemi, gdzie mogą jonizować powietrze, tworząc plazmę, która emituje światło. Testy laboratoryjne wykazały, że niektóre skały pod wpływem wysokiego ciśnienia jonizują tlen. Jedno z większych badań nad zjawiskiem świateł towarzyszących trzęsieniom ziemi objęło 65 trzęsień, które miały miejsce w różnych układach geologicznych, podczas których opisano ich występowanie. W celu wyeliminowania zjawisk niezwiązanych z aktywnością geologiczną wykluczono zjawiska, którym towarzyszył dym lub burzowe oraz które można było wytłumaczyć efektem halo, meteorami, zorzą polarną, lśniącymi chmurami lub mgłą. Naukowcy zauważyli, że choć zjawiska świetlne były obserwowane w przypadkach trzęsień o sile od 3,6 do 9,5 stopni w skali Richtera, to 80% badanych zdarzeń miało miejsce podczas trzęsień o sile 5 stopni lub większej. Również odległość zjawiska od epicentrum trzęsienia może być większa w przypadku zdarzeń o większej sile. Fakt, że światła trzęsień ziemi są zwykle obserwowane przed lub podczas trzęsienia ziemi, a nie po, może wskazywać na związek z ciśnieniem występującym przez pęknięciem uskoku oraz jego szybkimi zmianami podczas jego ruchu. W związku z analizą badanych trzęsień zaproponowano dwa modele wyjaśniające zjawisko: model wytwarzania prądów ziemskich – zakładający pojawienie się przewodnictwa dziurowego wywołanego zerwaniem podczas trzęsienia wiązań nadtlenowych, powodującego silne pola elektryczne na powierzchni ziemi, zdolne do jonizacji powietrza, a nawet wyładowania koronowe oraz model tektoniczny – zakładający, że za powstawanie zjawiska odpowiada napięcie powstałe pomiędzy masami skalnymi o różnej kompozycji znajdujące się w obrębie tych samych struktur tektonicznych, które cechują się różnym przewodnictwem. Badania wykazały także, że kąt uskoku ma wpływ na prawdopodobieństwo powstania zjawisk świetlnych. Uskoki o niemal pionowej konfiguracji występujące w rozszczepiających się skałach cechują się najczęstszym występowaniem zjawisk świetlnych towarzyszących trzęsieniom.
Kolejne wyjaśnienie zaproponowano podczas spotkania American Physical Society w 2014 r., mówiące że światło jest powodowane przez napięcie elektryczne, które powstaje podczas pocierania o siebie dwóch kawałków tego samego materiału. Profesor Troy Shinbrot przeprowadził eksperymenty naśladujące skorupę ziemską wykorzystujące różne rodzaje ziaren skalnych i odtwarzające warunki występujące podczas trzęsień ziemi. W zależności od sposobu w jaki ziarna ulegały rozerwaniu, zaobserwował skoki dodatniego lub ujemnego napięcia. Pęknięcie pozwala napięciu przeniknąć na powierzchnię, a następnie na elektryzację powietrza, powodując powstawanie światła. Naukowcy uzyskali skoki napięcia elektrycznego dla każdego badanego materiału. Pomimo braku opisu mechanizmu zjawiska badacze założyli, że występowanie światła jest wynikiem zjawiska tryboluminescencji. Naukowcy mają nadzieję, że wyjaśnienie mechanizmów powstawania tego zjawiska dostarczy informacji, które pozwolą lepiej przewidywać trzęsienia ziemi.
Inne wytłumaczenie zakłada, że są one powodowane przez intensywne pole elektryczne wywołane piezoelektrycznie przez ruchy tektoniczne skał zawierających kwarc.
Zaproponowano także hipotezę, że miejscowe zaburzenia ziemskiego pola magnetycznego i/lub jonosfery w regionie o wzmożonej aktywności tektonicznej powodują obserwowane efekty świetlne będące efektem rekombinacji radiacyjnej jonosfery na niższych wysokościach oraz większego ciśnienia atmosferycznego lub zorzy polarnej.

## Krytyka
Według Briana Dunninga nie istnieją potwierdzone obserwacje świateł towarzyszących trzęsieniom ziemi. Uważa także, że nie ma spójności w doniesieniach na temat tego, czym one są, gdzie występują i kiedy występują. Robert Sheaffer uważa, że naukowcy zbyt często akceptują istnienie świateł trzęsień ziemi bez sprawdzenia źródła, z którego pochodzi to twierdzenie oraz bez przeprowadzenia podstawowych badań na temat możliwej natury zjawiska. Według autora zjawisko może być częściowo tożsame z obłokami iryzującymi. Dowodem przeciwko istnieniu zjawiska ma być także zbyt duża zmienność form i kolorów w jakich występuje. Część krytyków uważa, że nie zostało wykonane wystarczająco dużo badań naukowych w zakresie świateł trzęsień ziemi, a ponieważ nie wszystkie trzęsienia ziemi są takie same i możliwe jest, że różne rodzaje uskoków powodują różne efekty. Istnieje także możliwość, że za opisane zjawiska mogą odpowiadać uszkodzone sieci energetyczne, wyładowania atmosferyczne, meteory lub ogień. Zjawiska obserwowane na morzu zdaniem krytyków mogą być powodowane przez pobudzone drganiami bioluminescencyjne pierwotniaki.
Światła trzęsień ziemi mogą być wytłumaczeniem niektórych obserwacji ufo, jak np. w przypadku fotografii wykonanej w 1973 r. przez Jima Conachera nad jeziorem Tagish w Kanadzie przedstawiającej kule żółtego światła na zboczu góry, która stała się popularna jako dowód na istnienie pozaziemskich pojazdów kosmicznych. Zdjęcie zostało wykonane na kilka godzin przed trzęsieniem ziemi w Cross Sound o sile 6,7 stopni w skali Richtera.